# Natalja Siedych
Natalja Jewgienjewna Siedych (ros. Ната́лья Евге́ньевна Седы́х; ur. 10 lipca 1948 w Moskwie) – rosyjska łyżwiarka figurowa, tancerka, baletnica i aktorka.
W 1964 zagrała w radzieckiej baśni filmowej Dziadek Mróz, a w 1968 w baśni filmowej Ogień, woda i miedziane trąby i w wielu innych produkcjach.
W 1969 skończyła szkółkę baletu w Teatrze Bolszoj. Grała w baletach: Śpiąca królewna, Dziadek do orzechów, Mewa oraz Anna Karenina.
Wzięła ślub z kompozytorem Wiktorem Lebiediewem. Z małżeństwa z Lebiediewem trwającego 10 lat, miała syna Aleksieja.
Od 1990 zaczęła grać w teatrze „U Nikitskich worot” w Moskwie.

## Wybrana filmografia
- 1964: Dziadek Mróz jako Nastieńka
- 1965: Dzieci Don Kichota
- 1968: Ogień, woda i miedziane trąby jako Alonuszka
- 1978: Po ulicam komod wodili
- 1993: Trien'-brien'
- 2008: Najlepsza pora roku jako Katia w wieku 90 lat